# David Stifter
David Stifter (29 de junho de 1971), é um académico austríaco especializado em Celtologia. 

## Vida
Estudou latim, russo e estudos indo-europeus em Viena. Em 1998 obteve o Mag. fil. com uma tese sobre a influência do irlandês antigo no latim da Navigatio Sancti Brendani.
De 2000 a 2008 foi assistente contratado no Instituto de Linguística da Universidade de Viena.
Em 2003, doutorou-se com uma tese sobre a didática do irlandês antigo.
A partir de 2006, liderou os projetos de investigação Dicionário dos Glosses do Irlandês Antigo no Codex Ambrosianus C 301 inf., Lexicon Leponticum e Vestígios da Língua Celta Antiga na Áustria. 
Desde 2011, é Professor de Irlandês Antigo no Departamento de Irlandês Antigo da Universidade de Maynooth, onde liderou o projeto Chronologicon Hibernicum, que foi concluído em 2021.
Atualmente trabalha em projetos de digitalização de inscrições em gaulês, em inscrições irlandesas do início da Idade Média em escrita latina e no antigo alfabeto de Ogham, pré-latino.
As suas áreas de investigação incluem a variação e a mudança linguística no irlandês antigo, o contacto linguístico no mundo antigo e nas Ilhas Britânicas no início da Idade-Média e estudos celtas comparativos.
David Stifter é membro-fundador e membro do conselho da Societas Celtologica Europaea (Sociedade Europeia de Estudos Celtas), fundada em 2009. É também membro da Sociedade Indo-Germânica (desde 2005) e da Associação de Estudos Celtas da América do Norte (desde 2012).
David Stifter escreveu também letras individuais para canções da banda suíça Eluveitie.